# Антун Павлековић
Антун Павлековић (Загреб, 12. април 1899 — Загреб, 30. јули 1954) био је хрватски и југословенски фудбалер и репрезентативац Краљевине Југославије.

## Каријера
Антун Павлековић играо је у 1. ХШК Грађански на позицији лијевог крила у периоду од 1920. до 1926. Постигао је укупно 29 службених голова у 55 утакмица. С клубом је освојио два првенства државе (1923. и 1926). Са клубом је четири пута освојио Првенство Загребачког ногометног подсасвеза (ЗНП) и једном куп ЗНП. Са репрезентациом ЗНП освојио је Златни пехар краља Александра 1925.
Био је међу позванима на ОИ 1924. у Паризу, али није наступио.